# Dżihad Al Hussain
Dżihad Al Hussain (arab جهاد الحسين; ur. 30 lipca 1982 w Himsie) – syryjski piłkarz, grający na pozycji ofensywnego pomocnika w klubie Al-Taawoun FC.

## Kariera klubowa
Dżihad Al Hussain rozpoczął swoją zawodową karierę w 2004 roku w klubie Al Karama. Z Al Karama trzykrotnie zdobył mistrzostwo Syrii w 2006, 2007, 2008, dwukrotnie Puchar Syrii w 2007, 2008 oraz Superpuchar Syrii w 2008.
W latach 2006 oraz 2008-2009 był zawodnikiem kuwejckiego klubu Al Kuwait Kaifan. Z Al Kuwait zdobył Puchar Emira Kuwejtu oraz Puchar AFC w 2009. Od 2009 roku do 2011 roku był zawodnikiem klubu Al Qadsia. Z Al Qadsią zdobył mistrzostwo Kuwejtu oraz Puchar Emira Kuwejtu w 2010. W 2011 roku przeszedł do Najran SC. W sezonie 2013/2014 grał w Dubai CSC, a w 2014 przeszedł do Al-Taawoun FC.

## Kariera reprezentacyjna
W reprezentacji Syrii Al Hussain zadebiutował 7 grudnia 2002 roku w przegranym 1:3 towarzyskim meczu z Chinami. W 2004 roku uczestniczył w eliminacjach Mistrzostw Świata 2006. W 2007 i 2008 roku uczestniczył w eliminacjach Mistrzostw Świata 2010. W 2011 został powołany na Puchar Azji. W reprezentacji rozegrał 61 spotkań i strzelił 12 bramek.